# Майкольський сільський округ
Майко́льський сільський округ (каз. Майкөл ауылдық округі, рос. Майкольский сельский округ) — адміністративна одиниця у складі Костанайського району Костанайської області Казахстану. Адміністративний центр — село Майколь.
Населення — 2090 осіб (2021; 2473 у 2009, 2470 у 1999, 2831 у 1989).
Станом на 1989 рк існувала Майкольська сільська рада (село Рязановка, селища Красний Передовик, Майколь, Шеміновський).

## Склад
До складу округу входять такі населені пункти:
| Населений пункт   | Старі назви       | Населення, осіб (1989) | Населення, осіб (1999) | Населення, осіб (2009) | Населення, осіб (2021) |
| ----------------- | ----------------- | ---------------------- | ---------------------- | ---------------------- | ---------------------- |
| Арман, село       | Красний Передовик | 260                    | 268                    | 297                    | 297                    |
| Майколь, село     | -                 | 1783                   | 1214                   | 1210                   | 965                    |
| Рязановка, село   | -                 | 282                    | 327                    | 312                    | 205                    |
| Шеміновське, село | Шеміновський      | 506                    | 661                    | 654                    | 623                    |